# Heaven Beside You
Heaven Beside You é uma canção da banda Alice in Chains do álbum autointitulado do Alice in Chains lançado em 1995 e o segundo single do álbum. Escrita e cantada pelo guitarrista Jerry Cantrell, Heaven Beside You é uma balada em meio tempo que contrasta com o generalizado "peso" do álbum auto-intitulado.
Também apareceu nos álbuns Greatest Hits, em 2001 e The Essential Alice in Chains, em 2006. Uma versão acústica também apareceu no MTV Unplugged da banda em 1996.
Jerry Cantrell, sobre a canção, do encarte do box-set Music Bank:
| “ | Outra tentativa de reconciliar o fato que minha vida e os caminhos estão me separando da pessoa que eu amo. Todas as canções que eu escrevo sobre ela são uma maneira de eu talvez falar com ela, expressar coisas que eu nunca conseguiria expressar. | ” |

## Créditos
- Jerry Cantrell – vocal principal, guitarra
- Layne Staley – vocal de apoio
- Mike Inez – contrabaixo
- Sean Kinney – bateria, percussão

## Ranking
| Chart (1996)                                   | Peak position |
| ---------------------------------------------- | ------------- |
| Australia (ARIA)                               | 60            |
| Reino Unido (UK Singles Chart)                 | 35            |
| Estados Unidos (Billboard Radio Songs)         | 52            |
| Estados Unidos (Billboard Mainstream Rock)     | 3             |
| Estados Unidos (Billboard Alternative Airplay) | 6             |